# Sarapis
Sarapis ou Sérapis (en grec ancien Σάραπις / Sárapis) est une divinité gréco-égyptienne syncrétique créée à l'époque hellénistique par Ptolémée Ier, fondateur de la dynastie lagide. 
Sarapis rassemble des traits d'Hadès, du dieu-taureau Apis et d'Osiris. Au IIe siècle, il devient, aux côtés d'Isis, l'une des divinités les plus vénérées du panthéon égyptien. Il forme avec Isis et Harpocrate la triade divine de la religion d'Isis, son culte s'étend alors à l'ensemble du bassin méditerranéen.

## Culte
Alexandre, en devenant fils de Zeus Ammon, avait réussi à asseoir son autorité sur le clergé égyptien. Les Lagides ont eux aussi souhaité associer leur nom à une divinité. Pour être accepté par tous, ce dieu devait convenir aux Grecs et aux Égyptiens. La figure de Sarapis apparaît au tout début du IIIe siècle avant notre ère. On ignore lequel des deux premiers Ptolémée en est à l'origine mais, selon une légende rapportée par Plutarque et Tacite, c'est Ptolémée Ier qui l'a institué. Il aurait rêvé d'un dieu qui lui aurait demandé de transporter sa statue jusqu'à Alexandrie. À son réveil, il raconta son rêve et un homme reconnut, d'après la description de Ptolémée, une statue qu'il avait vue dans la colonie grecque de Sinope (au sud de la mer Noire). Le roi voulut s'emparer de la statue mais les habitants refusèrent et, après trois ans d'attente, il décida de la voler. Une autre version de la légende dit que la statue se serait dirigée toute seule vers le bateau qui devait l'emmener à Alexandrie. À son arrivée à Alexandrie, ce dieu fut assimilé par l'entourage du roi à l'Hadès des Grecs à cause du chien Cerbère représenté lui aussi sur la statue[réf. nécessaire].
Le culte de Sarapis existait déjà avant les Ptolémées sous sa forme égyptienne d'Osiris Apis (en grec Osorapis) au Sérapéum de Memphis. Ptolémée Ier en a fait une figure composite, qui regroupait la symbolique égyptienne (en tant que manifestation d'Apis mort, donc de l'Osiris Apis) mais surtout les fonctions des dieux grecs : il reçoit de Zeus son aspect solaire, Hadès le lie à l'au-delà, Dionysos le rapproche de la fertilité agraire et Asclépios lui permet de guérir les malades. Cela deviendra d'ailleurs sa principale fonction. Il prend en plus une apparence « à la Zeus », c’est-à-dire les longs cheveux bouclés et la barbe. Il est souvent représenté avec un calathos - Objet servant de mesure du blé (symbole du monde des morts) sur la tête et représentant la médecine comme l'art et la science de la juste mesure, équilibre et harmonie de l'homme et de la nature, ou encore trônant avec, à ses pieds, Cerbère, le chien à trois têtes d'Hadès. Plus tard, il fut apparenté à Isis et à Harpocrate, ce qui donna naissance à une sorte de triade alexandrine[réf. nécessaire].
Pendant l'époque ptolémaïque, son culte n'a vraiment été pratiqué qu'à Alexandrie et à Memphis puis à l'époque romaine, il s'est répandu dans tout l'empire romain. Il a aussi été très populaire en Grèce et en Asie Mineure. Preuve de sa popularité, il est représenté sur de nombreuses monnaies provinciales romaines, par exemple au revers de tétradrachmes de Néron, ou encore sur une monnaie émise à Marcianopolis où son portrait apparaît en face à face de celui de l'empereur Gordien III[réf. nécessaire].
En 69, lors de son accession au pouvoir, Vespasien fait de Sérapis l'une de ses divinités protectrices (avec Isis). Lors de la guerre civile, il avait été proclamé empereur à Alexandrie par les armées de Syrie et d'Égypte, et, à cette occasion, il avait parlé des visions où le dieu Sérapis lui accordait la victoire[réf. nécessaire].
Blaise Pascal fait référence avec raillerie aux miracles de Vespasien auxquels croient les crédules incrédules (Pensées, frag 257 et note ). Dans les Essais III, 8, de Montaigne, on lit « Tacite rapporte (…) que Vespasien, par la faveur du dieu Serapis, guérit en Alexandrie une femme aveugle en lui oignant les yeux de sa salive, et je ne sais quel autre miracle ».

Sarapis et cerbère - Musée Saint-Raymond.
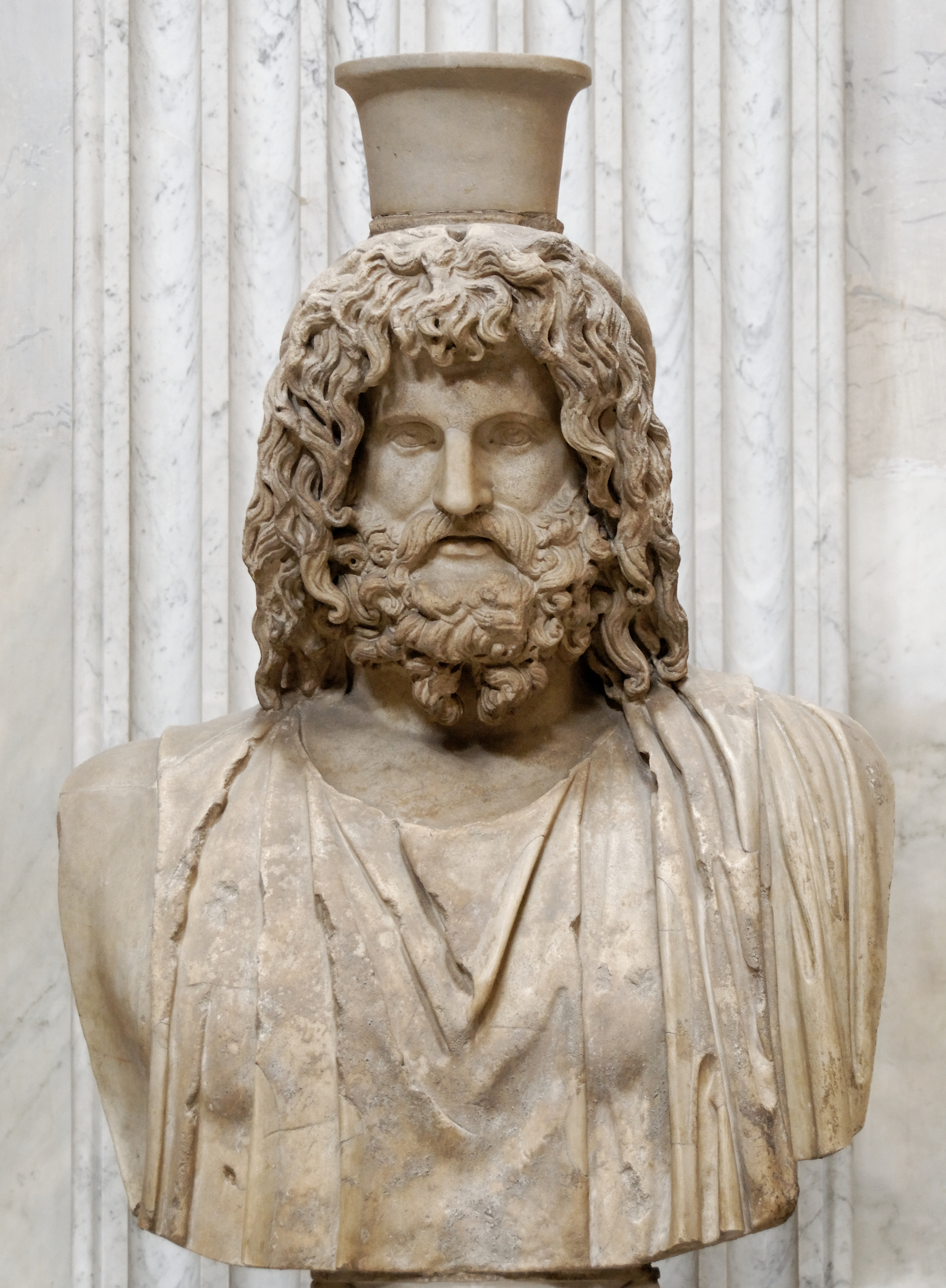
Sarapis coiffé du modius copie du buste de Bryaxis pour le Sérapéion d'Alexandrie, Musée Pio-Clementino.
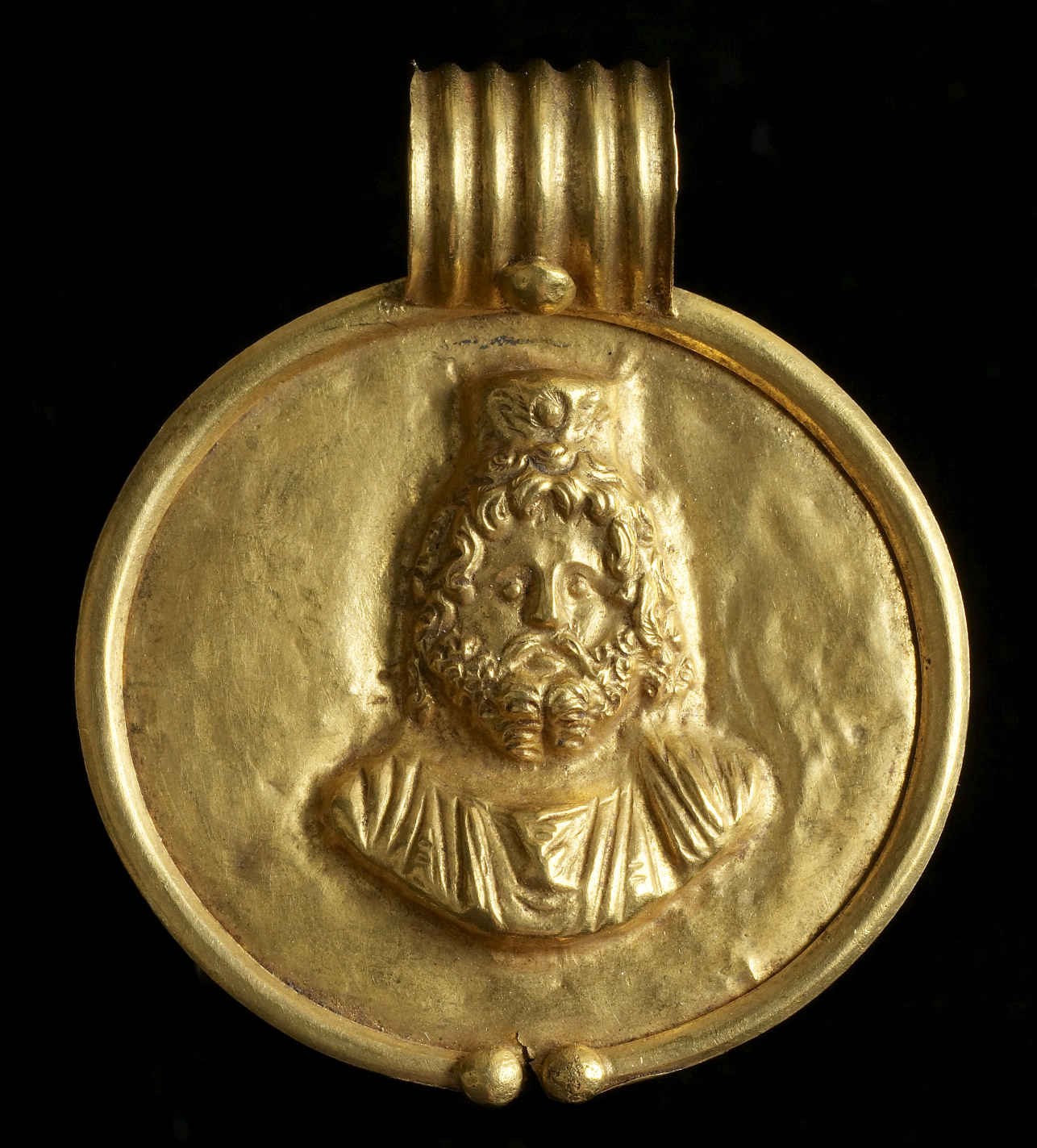
Pendentif avec représentation de Sarapis, Égypte, IIe siècle.
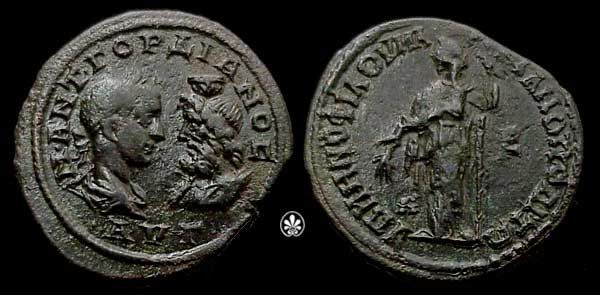
Monnaie de Marcianopolis, Gordien III et Sarapis.
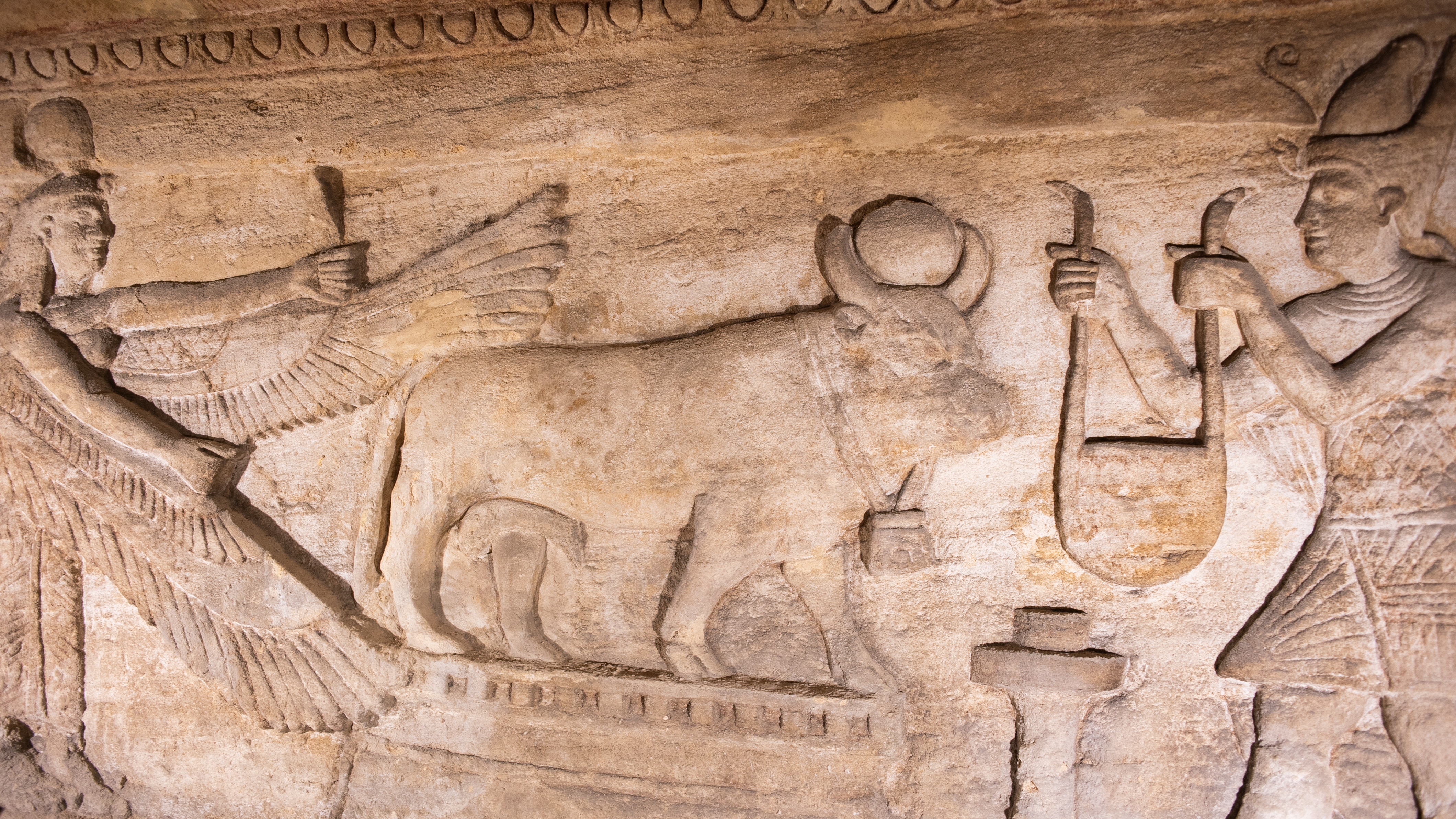
Serapis - Musée d'Alexandrie
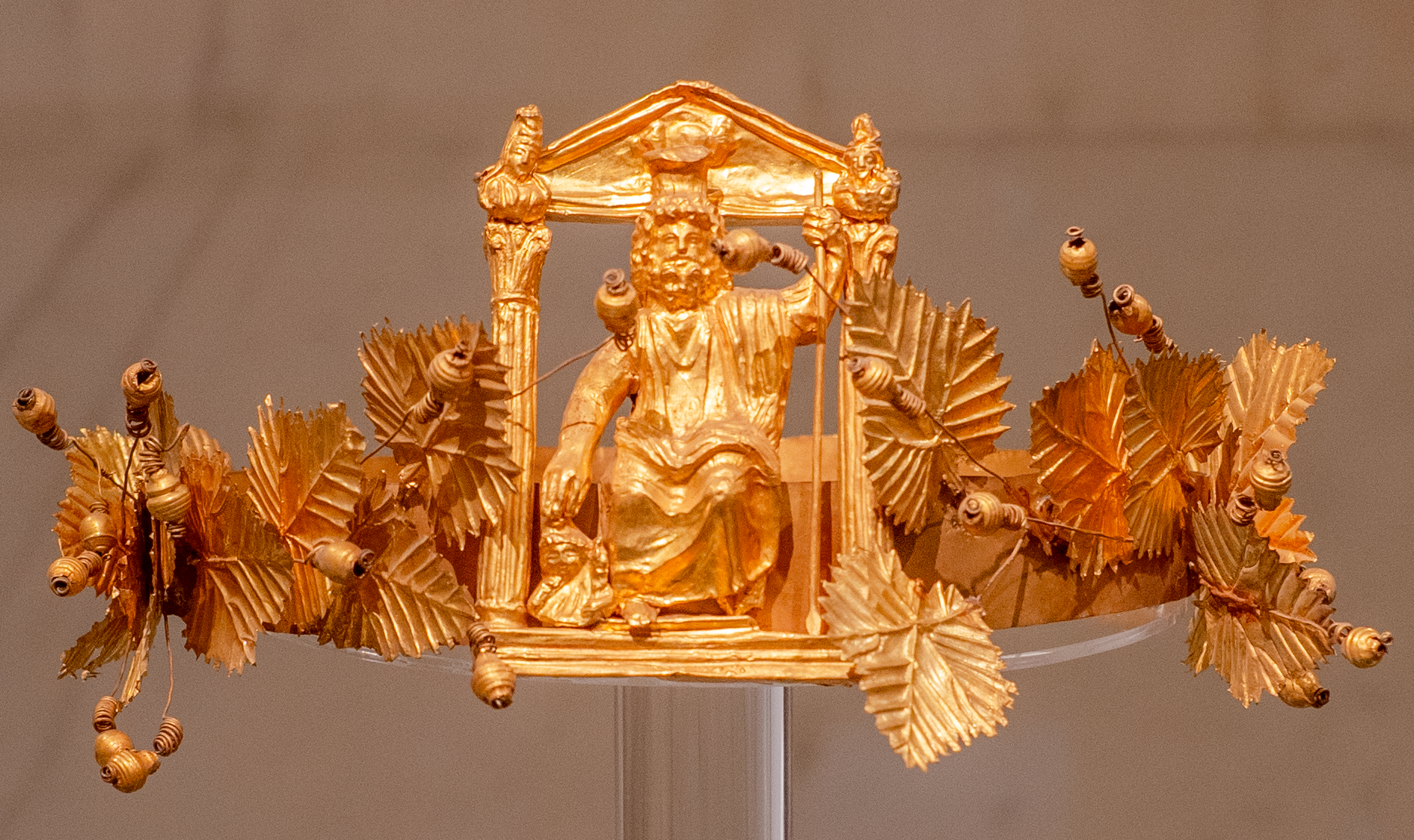
Couronne surplombée de Séraphis - période Ptolémaïque - Musée d'Alexandrie.

## Développements ultérieurs
Dans l'Antiquité tardive, Sarapis a été réinterprété dans la tradition judéo-chrétienne lors de la christianisation de l'Empire romain. Julius Firmicus Maternus a écrit que le nom de Sarapis (Σάραπις / Sárapis) indiquait qu'il était un « fils de Sarah » (Σαρρα παῖς / Sarra paîs) et qu'il descendait donc du patriarche Abraham.

### Littérature
- Louis Sarapis est le nom du personnage central au roman de Philip K. Dick Ce que disent les morts (anglais : What the dead men say). Ce personnage se voit comparé à plusieurs reprises à une divinité, de par sa capacité à influencer le monde même après sa mort.

### Bande dessinée
- Sarapis fait partie des nombreux dieux cités dans la série de bande dessinée Astérix.

### Jeux vidéo
- Sarapis fait partie des dieux cités dans le jeu vidéo Assassin's Creed Origins. On peut trouver une statue à son effigie dans la salle de lecture de la bibliothèque d'Alexandrie.